# Sarcófago de los Dos Hermanos

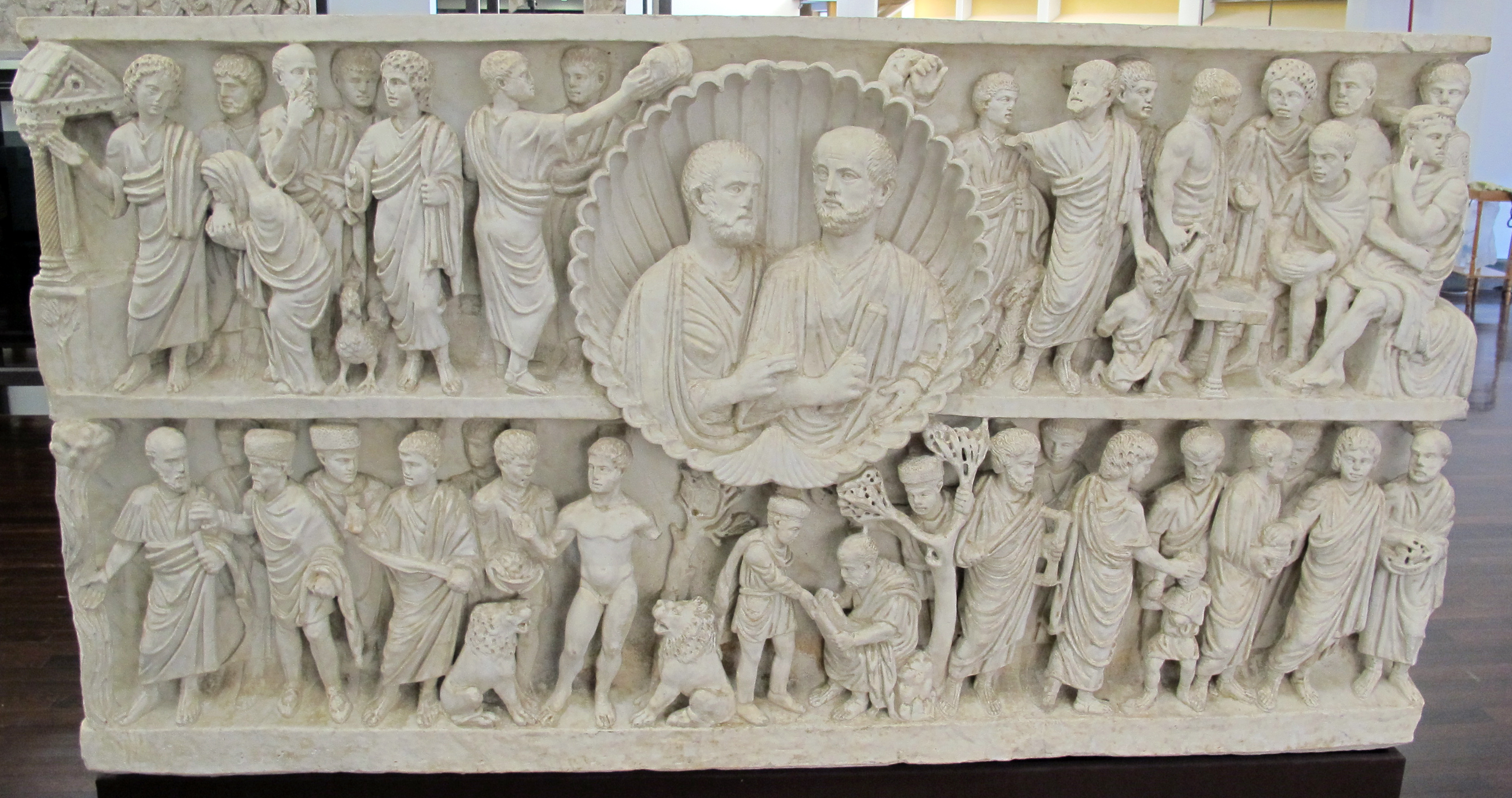
Sarcófago de los Dos Hermanos

El sarcófago de los Dos Hermanos es un sarcófago paleocristiano de finales del Bajo Imperio romano, realizado en mármol por un autor anónimo, datado aproximadamente entre el 325-350, y ubicado en los Museos Vaticanos, procedente de la basílica de San Pablo Extramuros. Pertenece a los sarcófagos de friso con doble piso, el que constituye su culminación junto con el de Junio Baso. Tiene gran parecido con el sarcófago dogmático.
Debe su nombre a los retratos de dos personajes muy parecidos que están en el retratados en el centro de la fachada o "clypeus", en el cual se reúnen los paradigmas de la salvación extraídos de los dos testamentos, algunas escenas de la pasión y las figuras simétricas de Moisés y Abraham.

## Estilo
Su estilo se enmarca dentro de la tradición clásica. Se destaca por su excepcional calidad artística dentro el panorama de la escultura paleocristiana. Trabajos de restauración descubrieron que la superficie cándida del mármol puede haber sido inicialmente adornado con acabados dorados y policromados. 
La similitud entre los dos personajes retratados en el “clypeus” central, o redondo medallón, da origen al nombre de la sarcófago. Originalmente, una de las dos figuras masculinas en realidad representaba a una mujer, se suponía que era la novia del hombre de la derecha. Luego, quizás por motivos familiares, la figura femenina se modificó con el retrato, siempre fiel a la realidad, de dos hombres de mediana edad.
La nueva puesta en escena de la iconografía de Cristo se inspira a veces en su reivindicación mesiánica (Hijo de Dios), en otras ocasiones se nutre de sus títulos de gloria (Señor) y, sobre todo, sobra acogida su función salvífica y taumatúrgica, tan presente en el Nuevo testamento. También se resalta a Cristo Doctor, maestro y legislador, conforme a lo que se dice en los evangelios y en los hechos de los apóstoles. Tal equilibrio se materializa consiguiendo que varios episodios del Antiguo Testamento hagan claras alusiones al Nuevo y un ejemplo de ello es el sarcófago de los dos hermanos, que representa la entrega del Decálogo a Moisés como premonición de la redención a través a Cristo y de la Antigua Ley. 
Se encuentran otras escenas bíblicas en los dos niveles a lo largo del panel frontal: en la parte superior está la resurrección de Lázaro, el predicción de la negación de Pedro, la entrega de la Ley a Moisés, y al otro lado del retrato del difunto, el sacrificio de Isaac y la presentación de Cristo a Pilato. En la parte inferior, se encuentra Pedro bautizando a sus carceleros, Daniel en el foso de los leones, la rara escena de La catequesis de Pedro a los soldados, el milagro del ciego de nacimiento y la multiplicación de los panes y los peces.